# Renocila limbata
Renocila limbata is een pissebed uit de familie Cymothoidae. De wetenschappelijke naam van de soort is voor het eerst geldig gepubliceerd in 1884 door Jørgen Matthias Christian Schiødte & Frederik Meinert.